# Балкінд Лев Володимирович
Лев Володимирович Балкі́нд (нар. 31 березня 1937, Петрівка) — український живописець; член Спілки радянських художників України з 1970 року. Заслужений діяч мистецтв України з 1998 року, лауреат Державної премії Республіки Крим.

## Біографія
Народився 31 березня 1937 року в селі Петрівці (нині Красногвардійський район Автономної Республіки Крим). 1961 року закінчив Сімферопольське художнє училище; 1967 року —факультет станкового живопису Київського художнього інституту, де його викладачами були зокрема Карпо Трохименко, Сергій Подерв'янський, Леонід Чичкан, Вілен Чеканюк, Михайло Хмелько, Віктор Шаталін, Петро Сльота, Михайло Чепик.
Упродовж 1967—1999 років виклалав у Сімферопольському художньому училищі; одночасно у 1970—1980 роках обіймав посади голови секції живопису Спілки художників Криму; у 1981—1984 роках — головного художника Кримського художнього комбінату; у 1995—1999 роках — голови правління Сімферопольської міської організації Спілки художників Криму.
Жив у Сімферополі в будинку на вулиці Слуцького, № 15, квартира № 5 та в будинку на Яблуневому проїзді, № 7. У 2000–2003 роках жив в Ізраїлі.

## Творчість
Працює в галузі станкового живопису, створює портрети, пейзажі, натюрморти. Серед робіт:
- «Портрет старого більшовика» (1966);
- «Портрет старого більшовика Я. М. Волошина» (1967);
- «Портрет сталевара» (1968);
- «Народжені Жовтнем» (1968);
- «Портрет художника Адама Каца» (1969);
- «Портрет мистецтвознавця Рудольфа Подуфалого» (1971);
- «Чоловічий портрет» (1971);
- «Портрет капітана міліції В. Штепи» (1973);
- «Натюрморт-вікно» (1974);
- «Натюрморт із рибою» (1975; Сімферопольський художній музей[1]);
- «Портрет Олі» (1987);
- «Площа Свободи» (1987);
- «Портрет китайської дівчини з віялом» (1987);
- «Натюрморт з гранатами» (1991);
- «Портрет Людмили» (1995).

З 1966 бере участь в обласних, всеукраїнських, всесоюзних та міжнародних художніх виставках. У 1995 році у Сімферополі відбулася його персональна виставка, присвячена 30-річчю творчої діяльності.
Поботи художника зберігаються у Міністерстві культури та інформаційної політики України, в художніх музеях Росії, України, країн Середньої Азії, Болгарії.

## У мистецтві
Портрет художника у 1984 році написав кримський живописець Валентин Бернадцький. Він зберігається у Сімферопольському художньому музеї.